# 抱茎白点兰
抱茎白点兰（学名：Thrixspermum amplexicaule）为兰科白点兰属下的一个种。

## 扩展阅读
- 維基物種上的相關：抱茎白点兰